# DeLand (Florida)
DeLand is een plaats (city) in de Amerikaanse staat Florida, en valt bestuurlijk gezien onder Volusia County.

## Demografie
Bij de volkstelling in 2000 werd het aantal inwoners vastgesteld op 20.904.
In 2006 is het aantal inwoners door het United States Census Bureau geschat op 25.873, een stijging van 4969 (23.8%).

## Geografie
Volgens het United States Census Bureau beslaat de plaats een oppervlakte van
41,6 km², waarvan 41,1 km² land en 0,5 km² water. DeLand ligt op ongeveer 26 m boven zeeniveau.

## Plaatsen in de nabije omgeving
De onderstaande figuur toont nabijgelegen plaatsen in een straal van 16 km rond DeLand.